# Larcomar

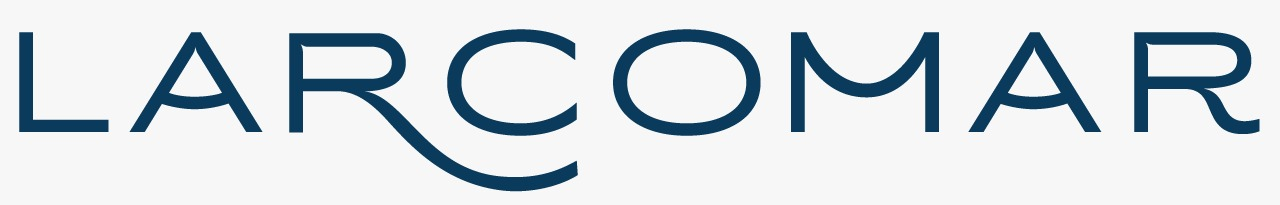
Logo actual Larcomar

Larcomar es un centro comercial ubicado en el trayecto final de la avenida Larco, en el distrito de Miraflores, ciudad de Lima, capital del Perú. Fue inaugurado el 27 de noviembre de 1998, ocupa un área de 45 mil metros cuadrados y demandó una inversión aproximadamente de 60 millones de dólares.

## Infraestructura
El centro comercial está construido sobre una excavación en la parte superior del acantilado de Lima y la mayoría de sus espacios se encuentran sobre el vacío, lo que le da un carácter flotante. La construcción ha sido realizada en el sector del Malecón de la Reserva que ocupaba anteriormente el parque Alfredo Salazar, el cual fue modificado dando paso a un parque artificial de mayor área donde en realidad es la cobertura de los sótanos de estacionamiento vehicular y multicines. El sistema de ventilación de los subterráneos se resolvió con grandes «chimeneas» de desfogue que aparecen en el parque como grandes esculturas de vidrio azulado.
Larcomar es centro turístico y comercial del distrito con 155 locales que en el 2010 ha recibido en promedio alrededor de 550 mil visitas mensuales.

### Distribución
La estructura tiene 2 grandes segmentos: el lado izquierdo, dedicado principalmente a entretenimiento y restaurantes y en el lado derecho, una segunda etapa en la construcción del centro comercial que está enfocada a tiendas de moda. En los sótanos del lado de entretenimiento se encuentran las salas de cine y de teatro. En el sótano del lado de tiendas de moda se tiene un supermercado y un gimnasio.

### Proyectos
A pesar de que se encuentra entre zonas hoteleras a metros de distancia, se tiene en proyecto la construcción de un hotel de cinco estrellas dentro del centro comercial. Esta construcción se erigiría con bases en la parte inferior de la costa verde al nivel de la playa, con accesos desde la parte superior de Larcomar. El proyecto actualmente se encuentra en consulta de planos con la Autoridad del Proyecto Costa Verde.

## Controversias
Larcomar se ubica al borde del acantilado lo que algunos consideran peligroso en una zona sísmica como Lima. Además está el hecho de que el centro comercial se ubica sobre lo que ha sido el antiguo parque Salazar, un parque muy característico y tradicional del lugar.
Cambiar un parque por un centro comercial encendió las protestas de algunos vecinos de Miraflores, así como también de asociaciones protectoras del medio ambiente. A pesar de las marchas que hubo y los documentos presentados, donde se fundamentaban lo necesario de un parque en la zona, la demolición del parque y su malecón procedió en 1996 para dar paso al centro comercial. Sin embargo, el diseño arquitectónico apuntó a un nuevo concepto de espacio público privado, edificándose un Centro Comercial sin puertas que restrinjan el libre tránsito y devolviéndole al distrito un nuevo parque Salazar. Larcomar ha consolidado el carácter cosmopolita de la ciudad, así como el atractivo que siempre tuvo para los ciudadanos de otros distritos de la capital.

### Incendio en salas de cine
El 16 de noviembre de 2016 se produjo un incendio en una de las salas del complejo UVK Multicines que se expandió por dos del recinto. En el suceso murieron cuatro trabajadores del cine y dos bomberos resultaron heridos. Las faltas de seguridad como el fallo de los extintores y el hecho de que no se activaron los rociadores contra incendios provocaron la propagación del fuego. El centro comercial fue clausurado por motivos de seguridad y para continuar con las investigaciones. La cadena UVK Multicines anunció el cierre temporal de sus locales en todo el Perú por motivos de luto a las víctimas.
Si bien se creyó inicialmente que la causa fue un cortocircuito, la Policía Nacional del Perú indicó haber sido provocado por un «agente externo». Se creó mucha controversia sobre el origen pues la incineración se produjo frente al JW Marriott Hotel Lima, lugar donde se hospedaría el presidente estadounidense Barack Obama durante la reunión del APEC en Lima, además de producirse poco antes de dicho evento. La policía descartó que hubiera sido un atentado.
Debido al suceso, Larcomar decidió revocar el contrato de arrendamiento a UVK Multicines por lo que la cadena se retiró del centro comercial tras 18 años de operación.
El 21 de diciembre de 2016, a un mes de la tragedia, Larcomar reabrió sus puertas para todo el público en general ya teniendo mejores medidas de seguridad. Sin embargo, el acceso al sótano de Larcomar quedó clausurado durante unos meses hasta terminar la reparación de los daños.
El 22 de diciembre de 2022, a seis años del incidente, se inauguró un nuevo complejo de cines en el centro comercial bajo la marca Cinépolis.

### Clausura
El 17 de junio de 2025, el centro comercial fue clausurado temporalmente por la municipalidad de Miraflores, a mando de Carlos Canales Anchorena, tras que se reportaran presuntos daños leves en la zona de tránsito y otras estructuras a causa del temblor registrado en el Callao días antes y sus réplicas, de igual manera, el municipio destacó que «existían deficiencias en la infraestructura de aéreas comunes y se habría encontrado varios cables de electricidad expuestos, poniendo en peligro al cliente». La directiva del centro comercial consideró el cierre del establecimiento como «arbitrario» y aseguro que no existían «riesgos estructurales realmente graves». El 18 del mismo mes, el gerente de Desarrollo Económico y Fiscalización de la Municipalidad de Miraflores, Eduardo Azabache, brindo una entrevista para Radio Exitosa, donde indicó que «tras el sismo del día lunes hemos encontrado cosas preocupantes. En principio hemos encontrado rajaduras en vigas y voladuras que sostienen los restaurantes y miradores dentro de Larcomar» y además de afirmar que «se había notificado con anterioridad a la directiva del centro comercial sobre la revocatoria de su certificado de Defensa Civil». Para ese mismo día, equipos técnicos de ambas partes ya iniciaron una revisión conjunta de las condiciones del centro comercial.
Según Carlos Neuhaus, el presidente de la Asociación de Centros Comerciales, «las grietas encontradas en el C.C Larcomar no representan un peligro eminente y que de hecho, son comunes en varias ocasiones», aparte de recordar que el «en 2010 el centro comercial fue adquirido por Parque Arauco por cerca de 60 millones de dólares y desde entonces se han invertido más de 150 millones de soles en mejoras, incluyendo 47 millones específicamente para seguridad». Durante su discurso afirmó que presuntamente existía un «hostigamiento» por parte del municipio al centro comercial Larcomar y que la medida podría ser «política». De igual manera, la asociación emitió un comunicado en línea, mostrándose en contra del cierre. Luis Morán, miembro del Colegio de Ingenieros del Perú, indicó por medio de una entrevista a Canal N que «no toda grieta implica riesgo estructural, pero exige análisis técnico riguroso» (haciendo referencia a las fisuras encontradas dentro del establecimiento), aun así, recomendó que «se acceda a sus memorias de cálculo y planos originales para verificar la integridad estructural del complejo». La Asociación de restauranteros de Larcomar se mostro en contra de la medida tomada por el ayuntamiento de Miraflores. El ingeniero Miguel Estrada, se mostro a favor de la clausura y de paso, pidió «que se realice un monitoreo del alcantarillado».